# Nebula Science Fiction
Nebula Science Fiction es la primera revista escocesa de ciencia ficción. Se publicó desde 1952 hasta 1959, y fue editada por Peter Hamilton, un joven escocés que fue capaz de aprovechar la capacidad ociosa en la imprenta de sus padres, Crownpoint, para poner en marcha la revista. Debido a que Hamilton solo pudo imprimir Nebula cuando Crownpoint no tenía otro trabajo, el calendario fue inicialmente muy errático. En 1955 se trasladó la impresión a una empresa con sede en Dublín, y la publicación de la revista se volvió un poco más regular, saliendo mensualmente de manera regular desde 1958 hasta el año siguiente. La circulación de Nebulosa fue internacional, con solo un cuarto de las ventas en el Reino Unido, lo que llevó al desastre, cuando Sudáfrica y Australia impusieron controles a la importación de publicaciones periódicas extranjeras a finales de la década de 1950. Los Impuestos especiales aplicados en el Reino Unido obligaron finamlmente a Hamilton a cerrar rápidamente la revista. La última edición fue de junio de 1959.
La revista fue popular entre los escritores, en parte porque Hamilton se esforzó mucho por alentar a los nuevos escritores, y en parte porque pagaba mejores tasas por palabra que gran parte de la competencia. Al principio no podía competir con el mercado norteamericano, pero ofreció una prima por la historia más popular en la revista, y finalmente fue capaz de igualar a las revistas Americanas. Ha publicado los primeros relatos de varios escritores de renombre, entre ellos Robert Silverberg, Brian Aldiss y Bob Shaw. Nebulosa era también un favorito de los fanes: Ken Bulmer recordó que se convirtió "en lo que muchos fans consideran como la revista británica más querida de Ciencia Ficción".

## Historia de la Publicación
En 1952 Peter Hamilton tenía dieciocho años y acababa de salir de la escuela. Estaba buscando un trabajo, pero no estaba lo suficientemente sano como para el trabajo físico duro. Sus padres tenían una imprenta en Glasgow, Publicaciones Crownpoint, y en ocasiones había capacidad ociosa: Ellos estaban interesados en el uso del tiempo de inactividad de su maquinaria para entrar en el negocio editorial, y Peter les convenció de publicar novelas de bolsillo de ciencia ficción. Dos novelas fueron adquiridas, pero cuando se acercó a Crownpoint un mayorista local para manejar la distribución, se les dijo que los libros de bolsillo, serían un error, y que una revista, con un calendario de publicación regular, sería más probable que se venda bien. El resultado fue Nebula Science Fiction. La primera edición fue fechada el otoño de 1952, y vendió 4.000 ejemplares.
|      | Jan | Feb | Mar | Apr | May | Jun | Jul | Aug | Sep | Oct | Nov | Dec |
| ---- | --- | --- | --- | --- | --- | --- | --- | --- | --- | --- | --- | --- |
| 1952 |     |     |     |     |     |     |     |     | 1/1 |     |     |     |
| 1953 | 1/2 |     | 1/3 |     | 1/4 |     |     | 2/1 |     |     |     | 2/2 |
| 1954 |     | 2/3 |     | 2/4 |     |     |     | 9   |     | 10  |     | 11  |
| 1955 |     |     |     | 12  |     |     |     |     | 13  |     | 14  |     |
| 1956 | 15  |     | 16  |     |     |     | 17  |     |     |     | 18  | 19  |
| 1957 |     |     | 20  |     | 21  |     | 22  | 23  | 24  | 25  |     |     |
| 1958 | 26  | 27  | 28  | 29  | 30  | 31  | 32  | 33  | 34  | 35  | 36  | 37  |
| 1959 | 38  | 39  |     |     | 40  | 41  |     |     |     |     |     |     |
|      |     |     |     |     |     |     |     |     |     |     |     |     |

Varios fanes británicos de ciencia ficción ayudaron a Hamilton con la producción de la revista, incluyendo Ken Slater, Vin¢ Clarke y John Brunner. William F. Temple participó como consultor editorial y también ayudó con la edición de los manuscritos. Hamilton dio todo el financiamiento, pero tenía que esperar a que el dinero volviera después de la venta de los ejemplares antes de que pudiera darse el lujo de producir el siguiente número. Además, en Crownpoint solo tenían de manera intermitente suficiente capacidad de sobra para imprimir Nebulosa, por lo tanto, los primeros números aparecieron de manera irregular. Después de una docena de problemas, los conflictos llevaron a Hamilton a producir la revista en una imprenta con sede en Dublín, y romper la conexión con Crownpoint.
Entonces fue capaz de publicar la revista de manera un poco más regular, aunque no se podía aún publicar bimensualmente de manera exacta. Hamilton pagó 21 chelines (£ 1,05) por cada mil palabras, el equivalente a tres décimas de ciento por palabra, se trataba de una tasa baja en comparación con el mercado americano, pero fue ligeramente mejor que la revista británica contemporánea Authentic Science Fiction, que pagaba £ 1 por mil palabras. Hamilton ofreció un bono de £ 2 y £ 5 para la historia que resultara ser la favorita de los lectores en cada número, lo que ayudó a atraer a escritores, y más tarde aumentó las tasas, pagando tanto como 2d (0.8p, o 2,3 centavos de dólar) por palabra de autores conocidos. Esta fue superior a los mejores mercados del Reino Unido, como New Worlds, y estaba cerca de las tarifas pagadas por las revistas más importantes de los EE.UU. en ese momento.  Tanto las altas tasas de pago y la voluntad de Hamilton para trabajar con nuevos autores fueron diseñados para alentar a los escritores a presentar sus trabajos a la Nebulosa antes de intentar en las otras revistas.
La editorial de Hamilton en septiembre del 1957 reportó una circulación de 40,000 ejemplares y desde enero de 1958 Nebulosa fue en una programación mensual regular que se mantuvo hasta principios de 1959. A pesar de que la circulación de Nebula era fuerte, solo una cuarta parte de sus ventas estaban en el Reino Unido. Una cuarta parte de las ventas en Australia, otro tercio en los EE.UU., y casi una décima parte en el sur de África. A finales de la década de 1950, primero en África del Sur y luego Australia se comenzó a limitar las importaciones extranjeras de revistas, por razones económicas, y esto fue seguido por el Reino Unido que impuso impuestos sobre el consumo la revista, lo que provocó que Nebula empezara a tener deudas. Hamilton se vio obligado a suspender la publicación con el número 41, en fecha junio de 1959. Hamilton había tenido también problemas de salud que contribuyeron a su decisión de detener la publicación.